# Oparinisis viking
Oparinisis viking is een zachte koraalsoort uit de familie Isididae. De koraalsoort komt uit het geslacht Oparinisis. Oparinisis viking werd in 1998 voor het eerst wetenschappelijk beschreven door Alderslade. 